# Maxim Mokrousov
Pour les articles homonymes, voir Mokroussov.
Maxim Mokrousov est un bobeur russe né le 4 octobre 1983.

## Palmarès

### Championnats monde
- : médaillé d'argent en bob à 4 aux championnats monde de 2008 et 2013.

### Coupe du monde de bobsleigh
- 13 podiums : 
  - en bob à 4 : 7 victoires, 2 deuxièmes places et 4 troisièmes places.
- 1 podium en équipe mixte : 1 troisième place.

#### Détails des victoires en Coupe du monde
| Édition   | Bob à 2 | Bob à 4                                             |
| 2011-2012 |         | Königssee Whistler                                  |
| 2012-2013 |         | Lake Placid Park City Whistler Winterberg Königssee |